# Tillandsia subalata
Tillandsia subalata är en gräsväxtart som beskrevs av Éduard-François André. Tillandsia subalata ingår i släktet Tillandsia och familjen Bromeliaceae. Inga underarter finns listade i Catalogue of Life.